# Laura Gil
Laura Gil Collado (Murcia, 24 de abril de 1992) es una jugadora española de baloncesto, que juega en la Liga Femenina Endesa como Pívot.

## Trayectoria
Ha sido internacional en todas las categorías inferiores de la selección española, logrando el récord de nueve medallas en 6 años, entre campeonatos europeos y mundiales. Desde su debut en la selección absoluta ha ganado oro Europeo, y plata olímpica y mundial. En categoría de clubes, se proclamó en 2011 con el Perfumerías Avenida, campeona de Liga y de la máxima competición continental, la Euroliga. En los dieciséis torneos que ha disputado con España, en todos ellos ha conseguido subirse al pódium, nueve en categoría formativa (desde el 2007 hasta 2012) y siete en categoría absoluta (2013-2019). 
En la temporada 2022-2023, tras pasar la anterior en blanco por una grave lesión de Tendón de Aquiles, fichó por el modesto equipo francés, consiguiendo mantenerlo en una digna posición, y logrando la Copa de Francia. Posteriormente llegó su anuncio de regreso a la Liga española, nuevamente al Perfumerías Avenida. Y además a las posibles convocatorias con la Selección Nacional, donde ejerce de Capitana. El próximo Eurobasket se celebrará en Eslovenia e Israel.

## Clubes
- 2007-2010 Segle XXI (LF-2)
- 2010-2011 Perfumerías Avenida
- 2011-2012 Hondarribia-Irún
- 2012-2013 Beroil Ciudad, don de Burgos
- 2013-2014 Rivas Ecópolis
- 2014-2016 Cadí La Seu
- 2016-2020 Perfumerías Avenida
- 2020-2022 Valencia Basket
- 2022-2023 Basket Landes, Francia
- 2023-2024 Club Baloncesto Avenida

## Palmarés

### Selección española

#### Absoluta
- Eurobasket 2013 ( Francia)
- Eurobasket 2017 ( República Checa)
- Eurobasket 2019 ( Letonia– Serbia)
- Mundial 2014 ( Turquía)
- Juegos Olímpicos de 2016 (Río de Janeiro)
- Eurobasket 2023 ( Eslovenia– Israel)
- Eurobasket 2015 ( Hungría– Rumania)
- Mundial 2018 ( España)

#### Categorías inferiores
- Europeo U16 2008 ( Polonia)
- Europeo U18 2009 ( Suecia)
- Europeo U20 2011 ( Serbia)
- Europeo U20 2012 ( Hungría)
- Europeo U16 2007 ( Letonia)
- Mundial U19 2009 ( Tailandia)
- Europeo U18 2010 ( Eslovaquia) – Equipo ideal
- Europeo U20 2010 ( Letonia)
- Mundial U19 2011 ( Chile)

### Títulos
- Euroliga (1): 2010/11
- Liga Femenina (4): 2010/11, 2013/2014, 2016/17, 2017/18
- Copa de la Reina (4): 2017, 2018, 2019, 2020
- Supercopa de España (5): 2010, 2016, 2017, 2018, 2021
- Eurocup Femenina (1): 2021
- Supercopa de Europa femenina de la FIBA(1):2021
- Copa de Francia (1): 2023.[8]

### Título individual
- Premio AS del deporte a la Mejor Promesa: 2012[9]